# 極地海洋角
極地海洋角（英語：Cape Polar Sea），是南極洲的海岬，位於維多利亞地的博克格雷溫克海岸，處於庫爾曼島西端，以美國破冰船極地海洋號命名，現時由南極條約體系管理。